# ELDO
ELDO er en forkortelse for European Launcher Development Organisation. ELDO blev oprettet den 29. marts 1962 men den formelle aftale var først på plads i 1964. Der var seks europæiske medlemslande: Belgien, Frankrig, Holland, Italien, Storbritannien og Vesttyskland samt Australien.
Formålet var at bygge en europæisk løfteraket, ELDO-A. Storbritannien skulle bygge Blue Streak-førstetrinnet, Frankrig Coralie-andettrinnet og Vesttyskland Astris-tredjetrinnet. Satellitterne skulle udvikles i Belgien og Italien, mens Holland skulle tage sig af telemetri og fjernkontrol. Raketten skulle affyres fra Woomera i Australien.
ELDO-A, senere omdøbt til Europa-1, skulle være 31,7 m lang og veje mere end 110 tons. Det var planen, at man i 1966 skulle være i stand til at sende 1.000-1.200 kg i kredsløb 500 km over Jordens overflade. Afprøvningen af første trin gik godt, men tidsplanen skred, og i 1966 blev det besluttet at man i stedet skulle bygge en fire-trins raket, der kunne sende satellitter i geostationært kredsløb. De skulle opsendes fra Kourou i Fransk Guiana
En serie mislykkede affyringer medførte at Storbritannien og Italien forlod organisationen i 1969 og man opgav Europa-1 i 1970. I stedet begyndte man at udvikle Europa-2. Der blev kun foretaget en mislykket affyring den 5. november 1971, hvorefter projektet blev opgivet. Et mere ambitiøst projekt, Europa-3, blev sat i gang. Det blev aldrig realiseret, men det første trin kom til at danne grundlaget for den senere succesfulde Ariane-løfteraket.
I 1975 blev ELDO en del af ESA.

## Baggrund
Rumkapløbet kan for alvor siges at blive igangsat med opsendelsen af den sovjetiske sputnik den 4. oktober 1957. Den umiddelbarer reaktion i Vesteuropa var at stille spørgsmålstegn ved, om man overhovedet kunne deltage i dette kapløb, og i begyndelsen var der ikke udsigt til, at man kunne blive enige om en fælles løsning.
I 1960-erne begyndte kapløbet om at udvikle en teknologi beregnet på udnyttelse af rummet, i første omgang opsendelsesraketter og satellitter. I 1961 dannedes en europæisk sammenslutning af virksomheder, der var beskæftiget inden for disse områder, kaldet EUROSPACE. På et tidspunkt offentliggjorde EUROSPACE en udtalelse om sin ønskede rolle for europæisk rumteknologi:
"Vesteuropas samlede udgifter til rumforskning, som dækker både nationale bevillinger og bevillinger til fælles organisationer, beløber sig til mindre end en tredivtedel af det amerikanske NASAs budget.
Hvis de europæiske nationer ikke tager sig alvorligt sammen, vil kontrollen med de operative satellitter i mange år frem i tiden overgå til USA - dette gælder for telekommunikation, television, meteorologi, navigation.
Det er muligvis rigtigt, at Europa ikke behøver at være repræsenteret inden for alle grebne af det økonomiske liv, men hvorfor overlade en hel og meget betydningsfuld sektor til USA? I fem år har den amerikanske rumforskning været inde i en uforudset og rivende udvikling. Hvis Europa helt afstår fra at slå ind på et så vigtigt område, må det fortolkes ikke blot som en økonomisk, men som en historisk kendsgerning, at man står over for verdensdelens begyndende forfald.
Med sine milliardbevillinger har NASA allerede i et par år været regnet for en af USAs nøgleindustrier. Fra og med 1970 vil de amerikanske leverancer af særligt rumudstyr og materiel af enhver slags oversvømme den øvrige verden.
Det er vigtigt at erkende, at ingen europæisk nation har gjort nogen betydningsfuld indsats inden for rumforskningen ud over nogle videnskabelige erfaringer. Et fælles europæisk initiativ er nødvendigt. Internationale telekommunikationer via satellitter organiseres nu i stor målestok. Navigationen og meteorologien følger efter. Et kapløb i rummet er i fuld gang. Medmindre hver eneste af de europæiske stater slutter bilaterale aftaler med USA og således mister deres individualitet, er behovet for en europæisk rumsammenslutning ganske åbenbart.
Denne fælles aktion bør dække alle rumforskningens mange områder. De økonomiske bevillinger, der er nødvendige for at opnå gode resultater, bør gives under forudsætning af en fuldstændig samordning, som udelukker huller og overlapninger. Det amerikanske NASA opfylder i meget stor udstrækning disse krav."
I 1961 tog briterne et initiativ, som skulle bringe et europæisk samarbejde tilveje. Briterne havde udviklet en militærraket kaldet "Blue Streak", som ikke længere kunne anvendes til sit oprindelige, strategiske formål. Man overvejede derfor, om raketten i stedet kunne bruges som første trin ved opsendelse af civile satellitter. Man rettede henvendelse til franskmændene og foreslog at indlede et samarbejde om at udarbejde et program for bygning af raketter til opsendelse af satellitter. Dette program skulle efterfølgende forelægges de øvrige lande i det daværende EF. Forhandlingerne resulterede i udarbejdelsen af en fælles plan i Strasbourg i februar 1961. Et år senere, i april 1962, undertegnede syv lande (Tyskland, Frankrig, England, Italien, Belgien, Holland og Australien) en fælles konvention om oprettelse af en europæisk organisation for konstruktion af rumfartøjer, ELDO.

## Historie
Vedtagelsen af konventionen førte imidlertid ikke umiddelbart til det ønskede samarbejde. I stedet undersøgte de enkelte lande hver for sig de videnskabelige og tekniske problemer, og samarbejdet på tværs af landegrænser var minimalt. Under de efterfølgende forhandlinger fremlagde hvert land sit eget syn på spørgsmålene, hvorfor diskussionerne ikke blev tilstrækkeligt præcise og konkrete. Dette medførte yderligere forsinkelser, og konventionen trådte først i kraft i marts 1964. I konventionen siges det, at "ELDO har til opgave at lade fremstille raketter til opsendelse af rumfartøjer samt fremstille den nødvendige udrustning til sådanne fartøjers anvendelse."
Programmet skulle efter konventionen indledningsvist bestå i bygningen af en raket, ELDO-A, som skulle have følgende sammensætning:
Første trin: den engelske raket "Blue Streak" (produceret af Hawker Siddeley og Rolls-Roice).
Andet trin: den franske raket "Coralie" (konstrueret af Le Laboratoire de Recherches balistiques et aérodynamiques).
Tredje trin: en tysk raket (konstrueret af Entwicklungsring-Nord).
Den første serie af forsøgssatellitter skulle fremstilles i Italien, mens jordstationer til satellitstyring skulle anlægges i Belgien og telemetre med lang rækkevidde og anden jordudrustning skulle produceres i Holland. Målsætningen var, at ELDO-A skulle være i stand til at sende en satellit på mindst 800 kg i et kredsløb om jorden i 550 kms højde.
Der viste sig hurtigt en række problemer som følge af manglende samarbejdsevne. Således blev alle detaljer vedrørende selve raketten bestemt uden, at de forskellige partnere var blevet orienteret om dens formål, og ligeledes var der ikke ført forhandlinger med ESRO (den europæiske organisation for rumforskning, som skulle bygge satellitter, og som udover de syv lande også omfattede Danmark, Schweiz, Spanien og Sverige).
Det internationale sekretariet havde ikke fået overdraget noget reelt ansvar, manglede teknisk kompetente ansatte og havde ingen egentlig indflydelse på programmets gennemførelse. Dermed manglede der en central ledelse, der kunne træffe beslutninger, foretage tilretninger i konventionen og sikre de fornødne bevillinger. Ydermere besværliggjordes gennemførelsen af, at de enkelte lande ved dækningen af udgifterne til projektet havde tilføjet andre uvedkommende planer. Efter kort tid begyndte de enkelte lande at prioritere egne sektorer og nationale opgaver, som ikke indgik i projektet. Følgen af disse dispositioner var, at man ikke kunne holde tidsplanen. Opsendelsen, der var planlagt at ske i 1965, måtte udskydes til 1968. Dertil kom, at bevillingsbehovet voksede til det dobbelte, fra 196 millioner til 404 millioner dollar pr år. Da Frankrig ydermere blev ramt af en økonomisk krise, overvejede myndighederne, om man overhovedet skulle forblive i ELDO. Det blev foreslået at opgive projektet ELDO-A og i stedet satse på raketten ELDO-B. ELDO-B bestod i første trin af "Blue Streak" men i senere trin af flydende ilt og brint som brændstof. Dette betød, at man ville kunne sende tobbelt så tung vægt op i rummet. I løbet af foråret 1965 besluttedes det dog, efter fornyede forhandlinger, at færdiggøre programmet ELDO-A.
I 1966 blev England imidlertid ramt af en økonomisk krise. Dette førte til, at englænderne nu ønskede at støtte deres nationale programmer og ikke ønskede at deltage i de internationale teknologiske samarbejdsplaner. Argumentationen var omtrent den samme, som franskmændene tidligere havde brugt, og som englænderne selv den gang havde afvist. Krisen forstærkedes af, at både USA og Sovjetunionen blandede sig med fordelagtige tilbud. USA tilbød at stille raketten "Scout" gratis til rådighed for alle stater, der ønskede at opsende satellitter til videnskabelig brug, et tilbud Frankrig gjorde brug af ved opsendelsen af den første franske satellit, FR1. Sovjetunionen opnåede en aftale med Frankrig om, at man skulle opsende en fransk satellit i 1971. En følge af Frankrigs dispositioner var, at englænderne besluttede at lave deres eget opskydningssystem for satellitter, for raketten "Black Arrow", der var forventet at være klar i 1969. Den skulle opsende britiske satellitter fra den australske base Woomera (som havde amerikansk udstyr).
I slutningen af 1967 mødtes de europæiske ministre for videnskab og forskning til en "rumkonference" i Rom. Under denne fremsatte den italienske minister, Leopoldo, og den franske repræsentant to vidt forskellige syn på Europas rolle: Leopoldo mente, at "Europa skal ikke dubblere" USAs og Sovjetunionens tiltag, hvorimod franskmændene mente, at "mangelen på et europæisk program på lang sigt vil hindre opstillingen af et program på kort sigt for videnskabelig forskning og teknologi".

## Afviklingen
En serie mislykkede affyringer medførte, at Storbritannien og Italien forlod organisationen i 1969 og man opgav Europa-1 i 1970. I stedet begyndte man at udvikle Europa-2. Der blev kun foretaget en mislykket affyring den 5. november 1971, hvorefter projektet blev opgivet. Et mere ambitiøst projekt, Europa-3, blev sat i gang. Det blev aldrig realiseret, men det første trin kom til at danne grundlaget for den senere succesfulde Ariane-løfteraket.
I 1975 blev ELDO en del af ESA.

## Opsendelser
Samlet set planlagde den europæiske opsendelsesudviklingsorganisation elleve opsendelser, hvoraf kun 10 fandt sted. Af de ni faktiske opsendelser var fire succesfulde. Fire andre opsendelser var mislykkede, og der var en opsendelse, der blev indstillet.
Den første opsendelse, F-1, fandt sted den 5. juni 1964, som kun testede første fase i lanceringen og var vellykket.
Både F-2 og F-3, som fandt sted den 20. oktober 1964 og 22. marts 1965 på deres respektive datoer, testede kun den første fase igen og var begge succesfulde.
Den fjerde opsendelse, F-4, fandt sted den 24. maj 1966. Denne opsendelse afprøvede kun den første fase af raketen med en dummy fase 2 og 3. Denne flyvning blev afsluttet efter 136 sekunders flyvning.
Den femte opsendelse, F-5, fandt sted den 13. november 1966. Denne opsendelse havde til formål at fuldføre den samme opgave som F-4 og var vellykket.
Den sjette opsendelse, F-6/1, fandt sted den 4. august 1967. Denne opsendelse havde en aktiv første og anden fase med en dummy tredje etape og satellit. Ved denne opsendelse blev anden fase ikke antændt og mislykkedes.
Den syvende opsendelse, F-6/2, fandt sted den 5. december 1967. Det havde til formål at gøre det samme mål som F-6/1, men første og anden fase blev ikke adskilt.
Den ottende opsendelse, F-7, fandt sted den 30. november 1968. Ved denne opsendelse var alle tre faser aktive og en satellit blev monteret. Efter anden fase blev antændt, eksploderede den tredje fase.
Den niende opsendelse, F-8, fandt sted den 3. juli 1969 og havde til formål at gøre det samme som F-7, men endte på samme måde.
Den tiende opsendelse, F-9, fandt sted den 12. juni 1970 og havde alle faser aktiv med En satellit udstyret. I denne opsendelse var alle faser succesfulde, men satellitten kom ikke i bane. Efter denne opsendelse begyndte ELDO at miste midler og medlemmer og blev gradvis indfaset i ESRO for at skabe ESA.
Efter at F-10 blev aflyst, blev det besluttet, at Woomera-affyringslokaliteten ikke var egnet til at sætte satellitter i geosynkron bane. I 1966 blev det besluttet at flytte til det franske sted Kourou i Sydamerika. Frankrig opsendte der efter F-11 i rummet, men den fungerer ikke efter hensigten og eksploderede, da det blev ødelagt af sikkerhedsofficeren. Årsagen til dette var en statisk udladning fra festerne, der gik ned til tredje trins sequencer og inertial naviagationscomputer, som fik det til at hænge.
Opsendelsen af F12 blev udskudt, mens en projektrevurdering blev gennemført, hvilket førte til beslutningen om at opgive Europa-designet.